# 加迪基城堡

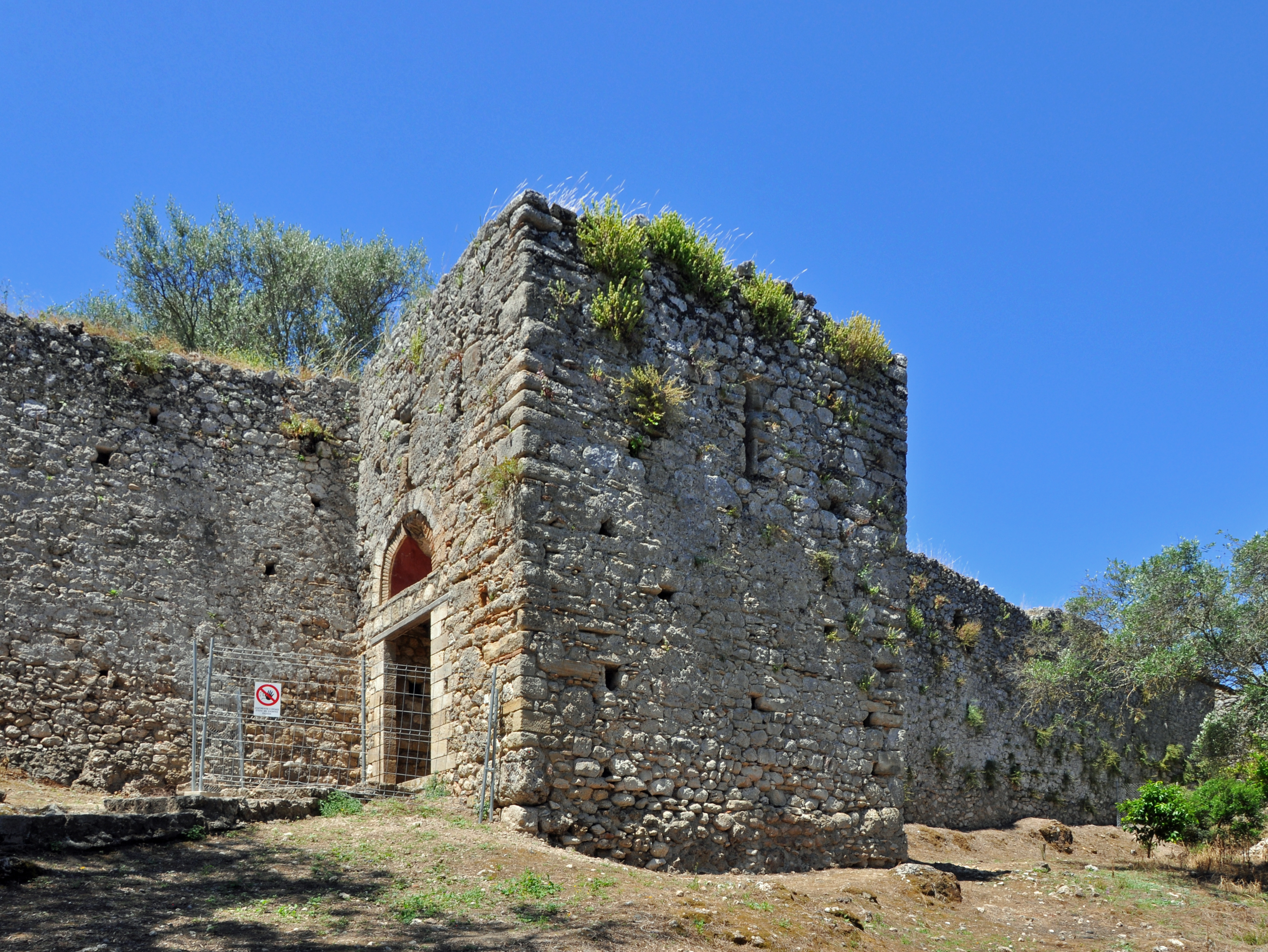

加迪基城堡（希臘語：Κάστρο Γαρδικίου）是希臘克基拉島上的一座13世紀拜占庭帝國城堡，位於克基拉島西南海岸，是該島南部唯一現存的中世紀城堡。